# Igreja da Abadia de Sant'Agata
A igreja de Abadia de Sant'Agata é uma igreja em Catânia com vista para a Via Vittorio Emanuele II, no bairro Duomo de Catânia ou Termas Achilliane. O edifício é um dos principais monumentos barrocos da cidade, obra de Giovanni Battista Vaccarini.

### Área interna

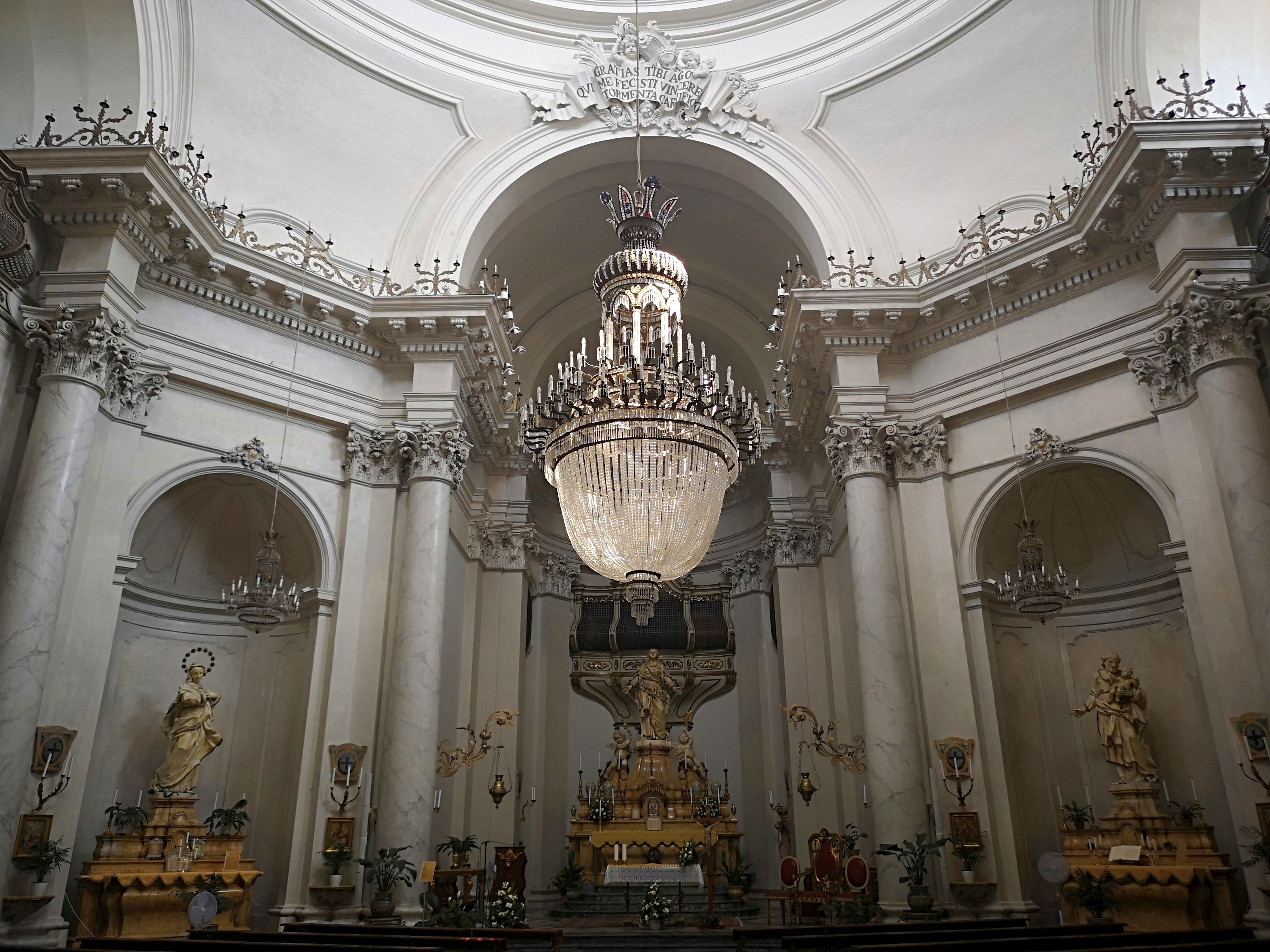
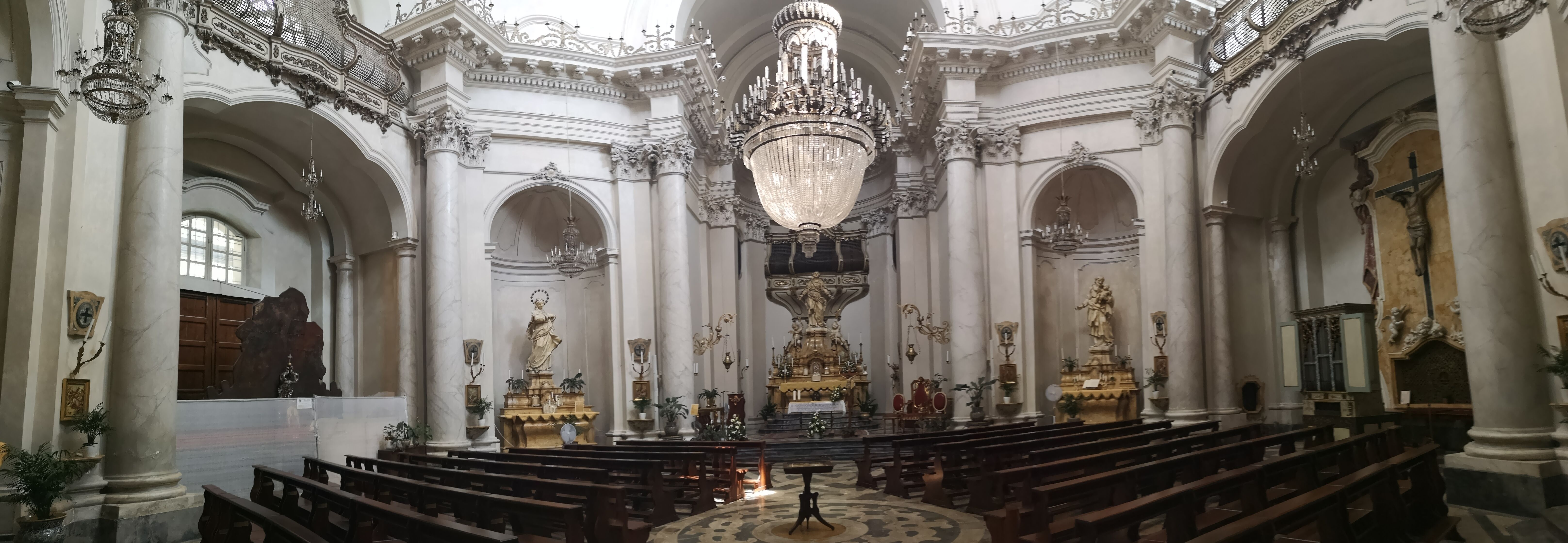

## Galeria de Imagens

### Ábside

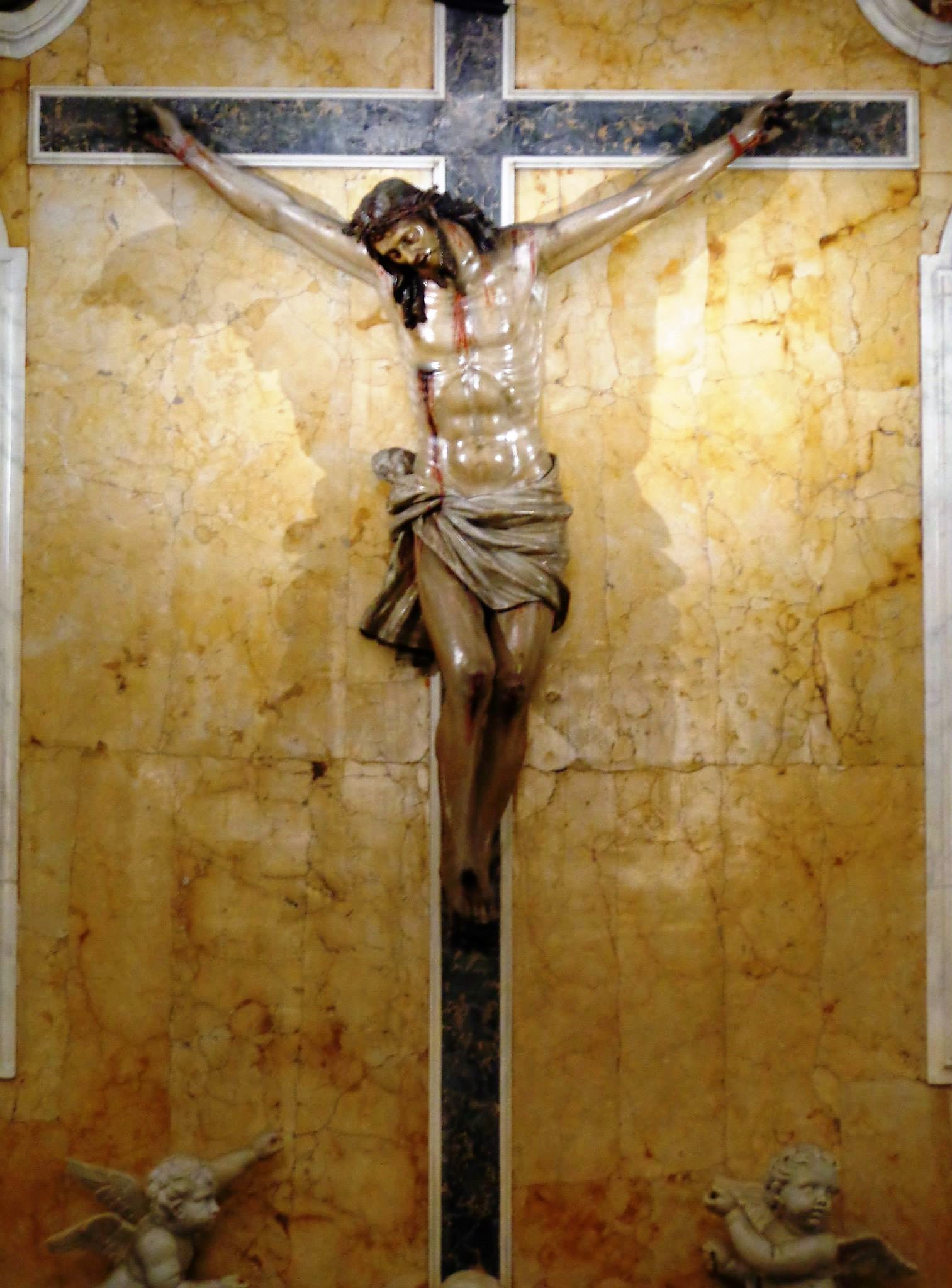
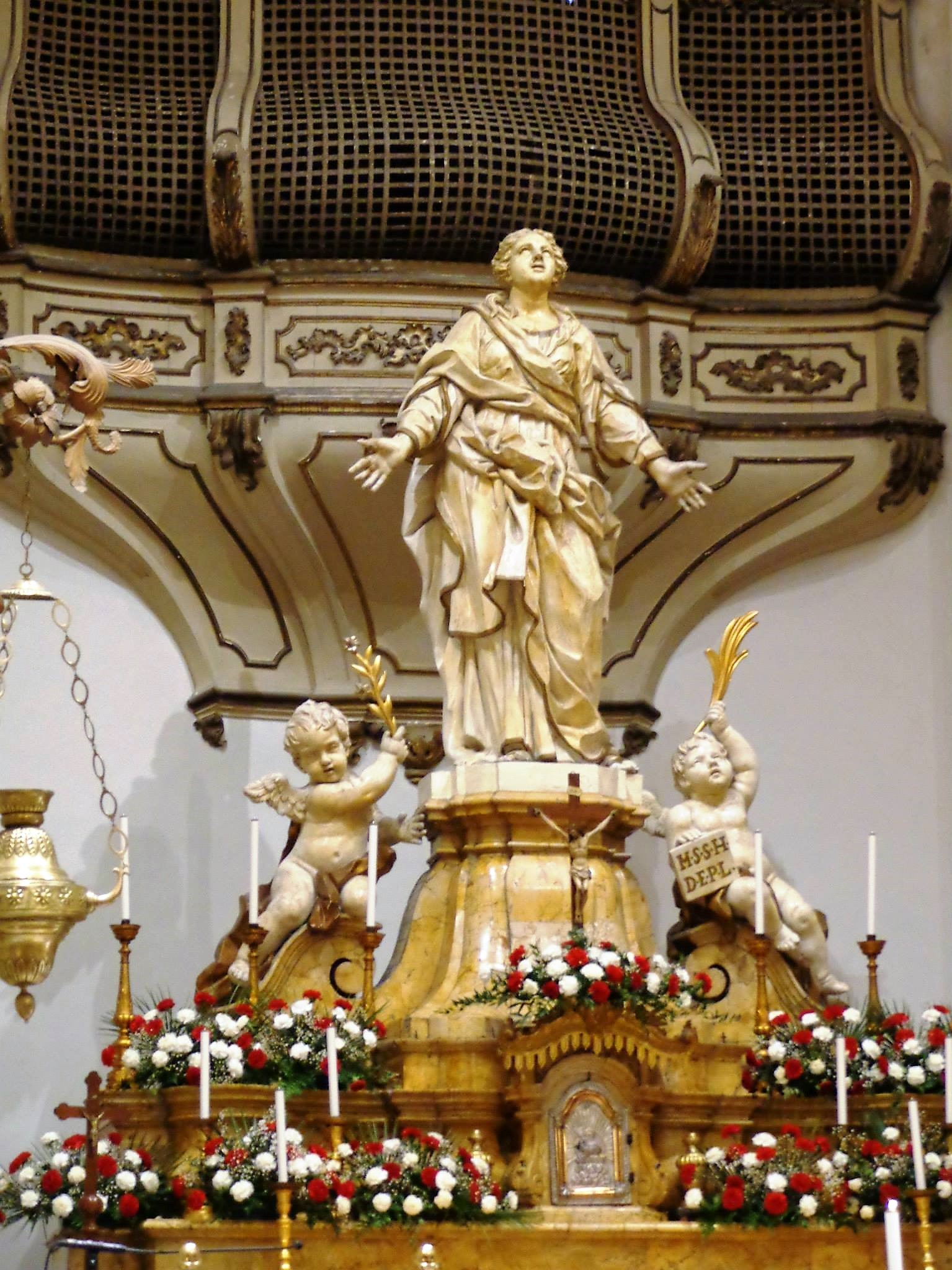
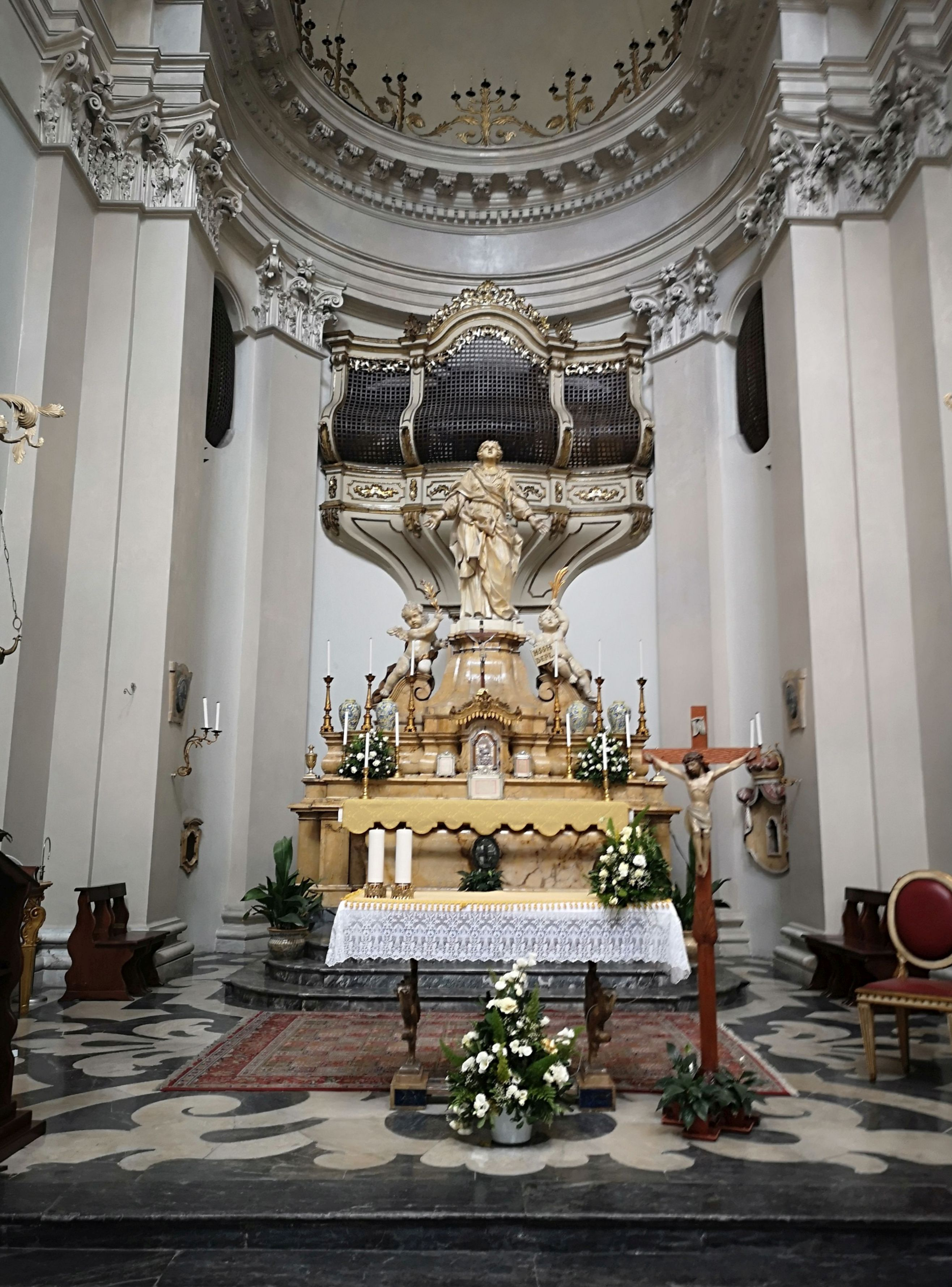
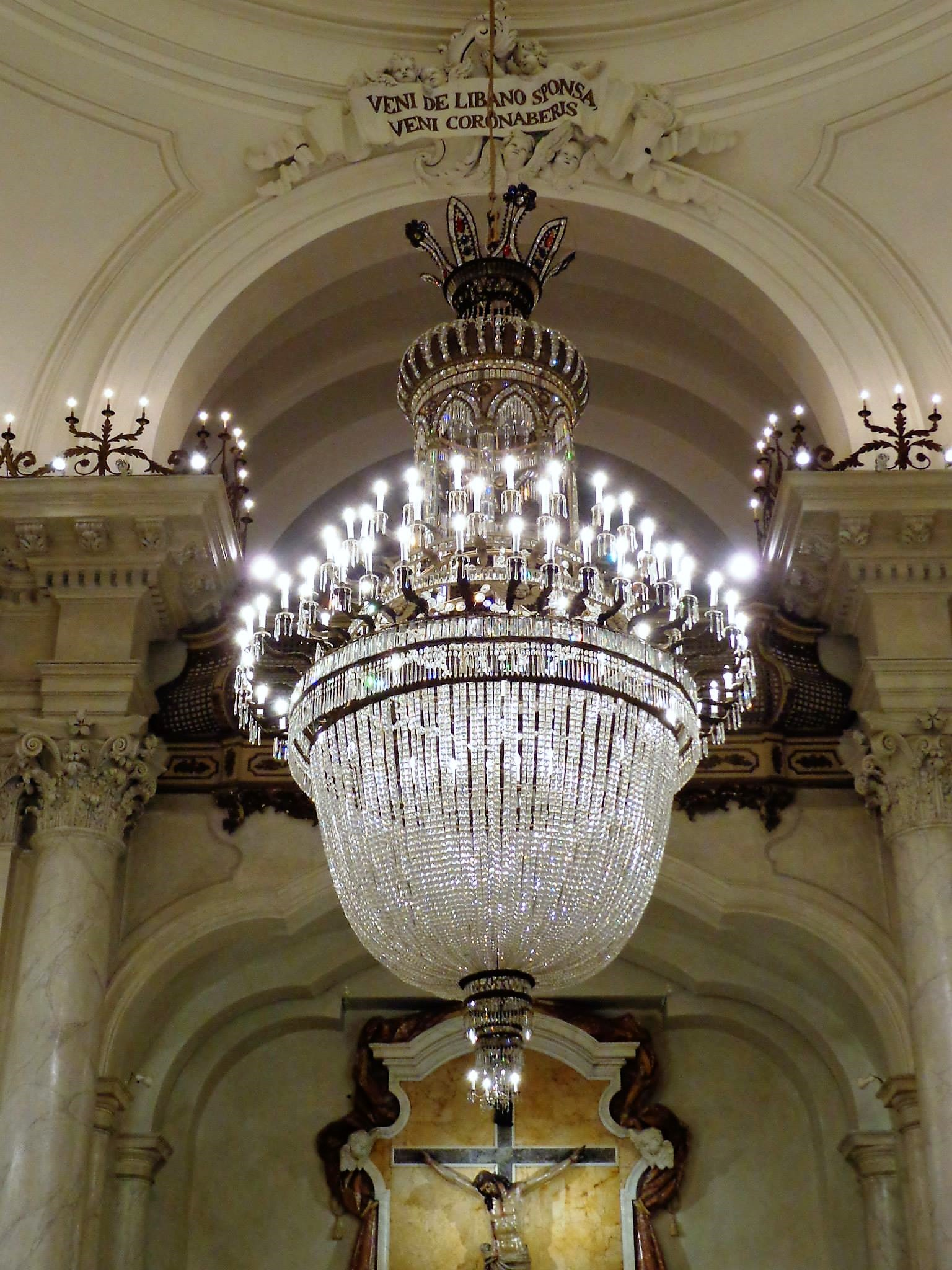

Capela de Sant'Agata e altar-mor

## Ver tambem
- Catânia